# Квитегга
Квитегга — гора на границе норвежских коммун Странда и Эрста в фюльке Мёре-Ог-Ромсдал в Норвегии. Гора расположена примерно в 7 км к юго-востоку от села Лейра (Эрста) и в 8 км к западу от Хеллесюльта (Странда). Высотой 1717 метров, Квитегга находится примерно в 3 км к северо-востоку от близлежащей горы Хорниндальсроккен.
Квитегга — самая высокая гора в горной системе Суннмёрсальпане. С горы открывается вид на горы Галлхёпигген и Хуррунгане; с запада видно норвежское океанское побережье.